# Telemaco Ruggeri
Telemaco Ruggeri (Narni, 15 de septiembre de 1876 – Roma, 15 de octubre de 1957) fue un director de cine y actor italiano.

## Filmografía

### Director
- La corsa all'amore (1914), donde aparece también como actor
- La burla de Satanás (Beffa di Satana) (1915)
- Somiglianza funesta (1916)
- Il cadavere scomparso (1916)
- Nel vortice del peccato (1916)
- Il romanzo della morte (1916)
- Notte di nozze (1917)
- L'uomo-Pappagallo (1917)
- Il velo squarciato (1917)
- Il tank della morte (1917)
- San Giovanni decollato (1917)
- Il pastor fido (1918)
- La maschera di Venere (1919)
- Elevazione (1920)
- La verità nuda (1921)
- Il dolce veneno (1921)
- L'ombra della colpa (1921)
- La gabbia dorata (1922)
- L'ospite sconosciuta (1923)
- Una pagina d'amore (1923)
- La muta di Portici (1924)
- Il pane altrui (1924)
- La vergine del faro  (1924)
- El barcaiuolo d'Amalfi (1924)
- Occupati d'Amelia  (1925)
- La locandiera (1929)

### Actor
- Un qui-pro-quo (1913), regia de Alberto Degli Abbati
- Il treno degli spettri (1913), dirigida por Mario Caserini
- Fra ruggiti di belve (1913), dirigida por de Alberto Degli Abbati
- Florette e Patapon (1913), dirigida por Mario Caserini
- Pagine sparse (1914), dirigida por Giuseppe de Liguoro
- L'orrendo blasone (1914), dirigida por Amleto Palermi
- La corsa all'amore (1914), dirigida por Telemaco Ruggeri
- Colei che tutto soffre (1914), dirigida por Amleto Palermi
- Sul limite del Nirvana (1915), dirigida por Vittorio Rossi Pianelli
- Il tamburino sardo (1915), regia de Vittorio Rossi Pianelli